# Lida (Bielorussia)
Lida (in bielorusso Лі́да?; in russo Ли́да?;  in polacco Lida; in lituano Lyda; in yiddish לידע‎?, Lyde) è una città della Bielorussia di 97 692 abitanti, nella voblasc' di Hrodna.

## Geografia
Lida è situata nella Bielorussia nord-occidentale, a 112 km a nord-est di Hrodna e a 52 km a nord-ovest di Navahrudak.

## Storia

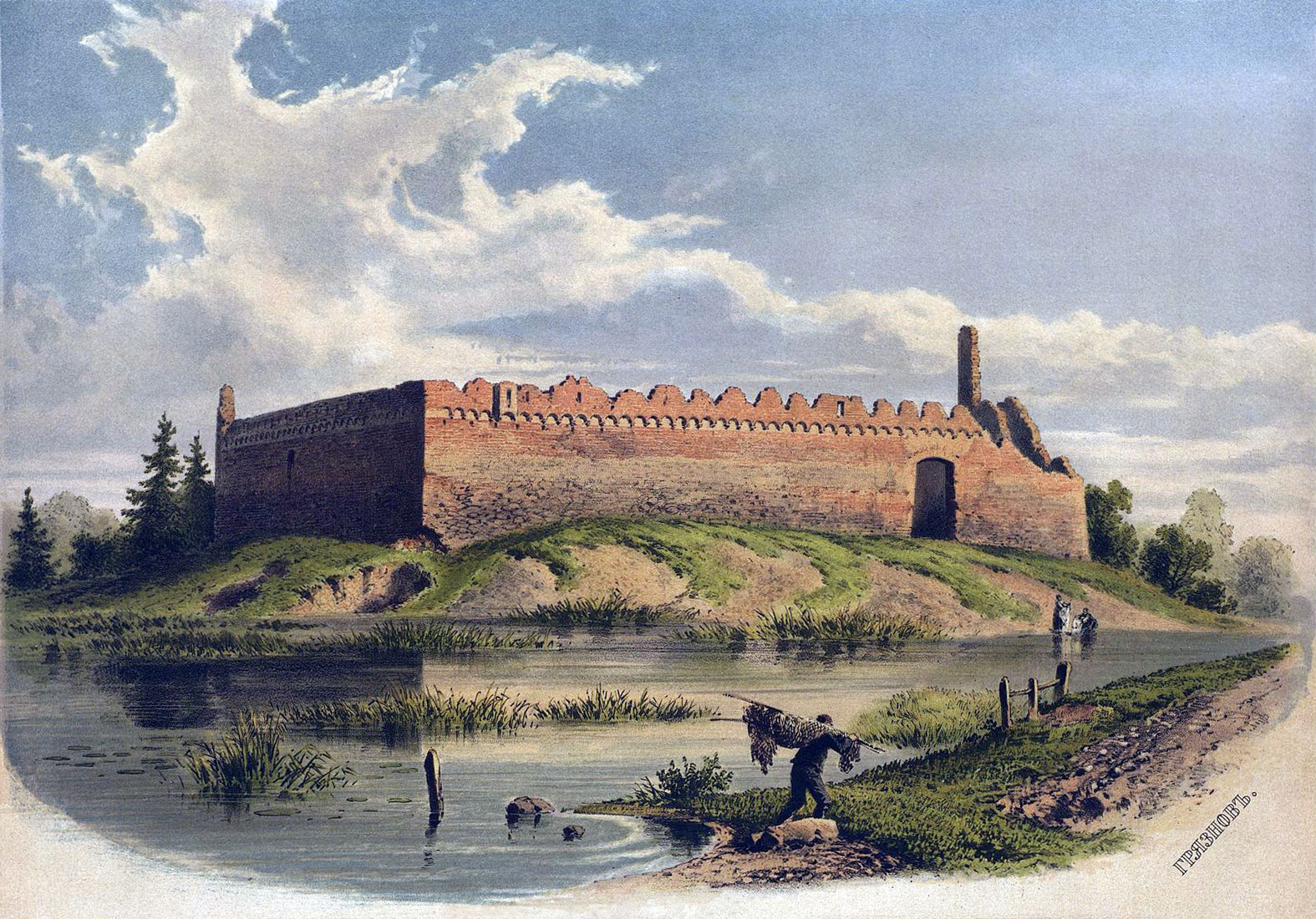
Disegno del XIX secolo del castello di Lida.

Nelle cronache del 1180 fa solo qualche cenno a Lida. Fino all'inizio del XIV secolo, l'insediamento di Lida era una fortezza di legno nella Lituania Propria. Nel 1323, il Granduca di Lituania Gediminas vi costruì una fortezza in mattoni. L'anno di fondazione di Lida è generalmente considerato il 1380. La fortezza resistette agli attacchi dei Crociati dalla Prussia nel 1392 e nel 1394, ma fu rasa al suolo nel 1710. Dopo la morte di Gediminas, quando la Lituania fu divisa in principati, Lida divenne la dimora di uno degli eredi, Algirdas.
Inclusa nel granducato di Lituania, dopo l'Unione di Krewo (1385), quando fu istituita la Confederazione polacco-lituana, e la successiva cristianizzazione della Lituania, fu istituita una parrocchia cattolica nelle ex terre pagane lituane e il re Ladislao II Jagellone, che visitò Lida nel 1415 e nel 1422, vi fece costruire una chiesa. Nel XV secolo la città si affermò come un centro di produzione artigianale e commerciale. Lida era collegata a Vilnius, Navahrudak e Minsk. Nel 1506 a Lida si tenne un sejm convocato dal re Alessandro Jagellone. Qui si riunì l'esercito polacco-lituano prima della battaglia di Kletsk che vide la sconfitta degli invasori tatari.
A metà del XVI secolo si stabilirono a Lida e ottennero il permesso di costruire una sinagoga dal re Stefan Batory nel 1579. Il tempio fu distrutto e ricostruito con il permesso del re Ladislao Vasa nel 1630. Nel 1588 Lida divenne sede del distretto omonimo nel voivodato di Vilnius. Il re polacco Sigismondo III Vasa concesse a Lida i diritti di Magdeburgo nel 1590, che furono poi confermati a Varsavia dai re Ladislao IV Vasa nel 1640 e Michele Korybut nel 1670 e dal sejm polacco nel 1776. Essi permisero a Lida di tenere due fiere annuali. Si fregiava anche del titolo di città regia. 
Durante la guerra russo-polacca la città fu distrutta dai cosacchi nel 1655 e dai russi nel 1659. A causa della guerra, nel 1656 si verificò una carestia e nel 1657 un'epidemia. Per far rinascere Lida, il re Michele I la esentò dalle tasse con un privilegio del 1676. Nel 1679 fu danneggiata da un incendio. Nel 1702 Lida fu saccheggiata dagli svedesi.
Nel 1759 fu fondata una scuola superiore. Dopo la terza spartizione della Polonia nel 1795 fu annessa dall'Impero russo come centro del governatorato di Slonim.
Lida fece poi parte del Governatorato della Lituania nel 1797 e, dal 1801, del governatorato di Grodno.
La città fu in gran parte distrutta durante le guerre napoleoniche del 1812. Nel 1831, durante la rivolta di novembre, si combatté nelle vicinanze una battaglia tra gli insorti polacchi comandati da Dezydery Chłapowski e i russi. Dopo l'insurrezione, nell'ambito delle repressioni anti-polacche, l'amministrazione russa tolse ai cattolici la chiesa piarista e la trasformò in una chiesa ortodossa. Fu restituita ai cattolici dopo la riconquista dell'indipendenza da parte della Polonia. Nel 1842, Lida divenne il centro del governatorato di Vilna. Nel 1884 fu completata la ferrovia da Vilnius a Lunenets. Nel 1907 fu inaugurata la ferrovia da Molodečno a Mosty. 

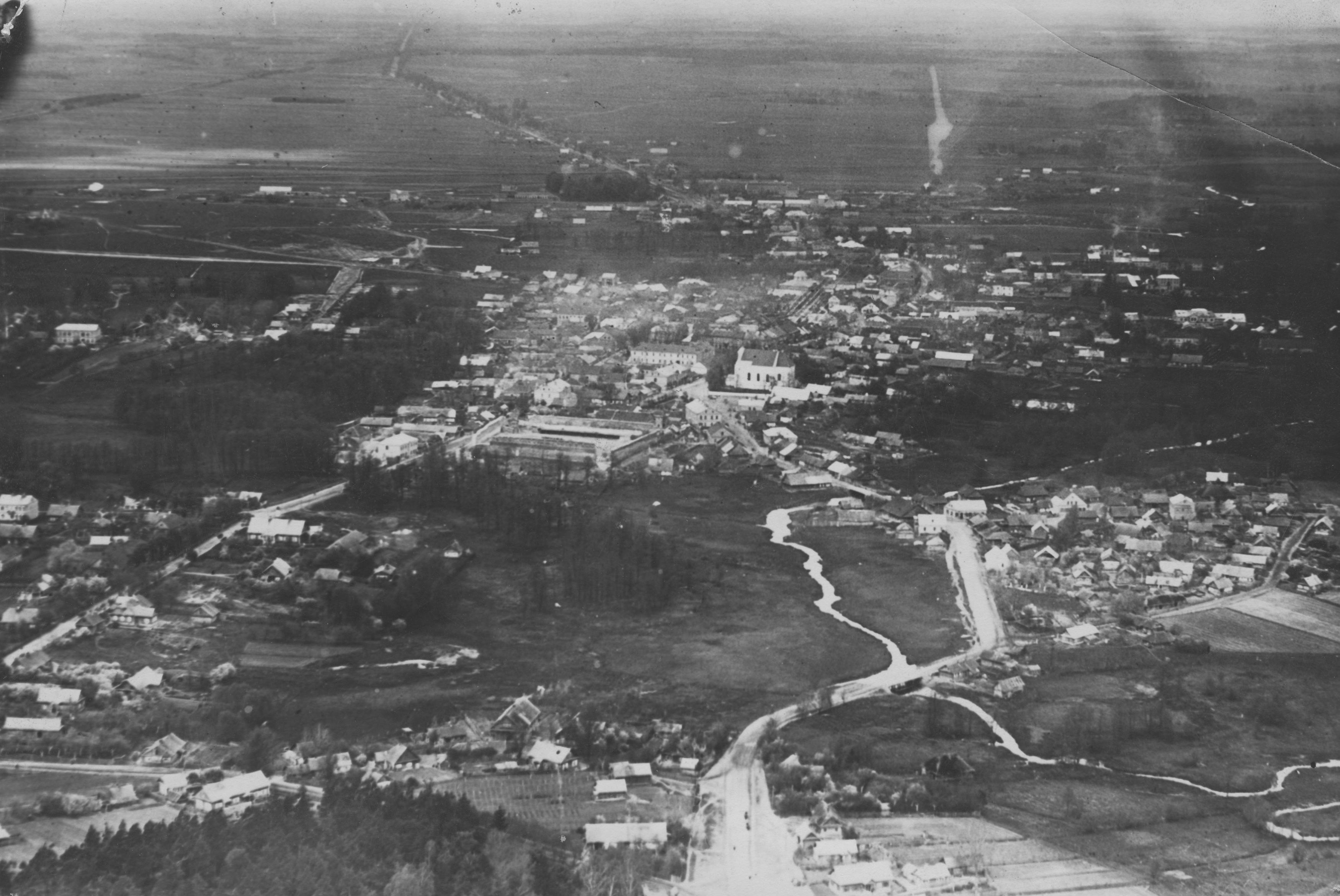
Veduta aerea di Lida.

Durante la prima guerra mondiale Lida fu occupata dalle truppe tedesche il 26 settembre 1915. Nel 1919, l'Armata Rossa instaurò il potere bolscevico. Le truppe polacche, comandate dal generale Józef Adam Lasocki, raggiunsero la periferia di Lida all'inizio di marzo 1919. Il 15 aprile fermarono l'avanzata bolscevica e due giorni dopo, una volta conquistata la città, i soldati polacchi commisero un pogrom uccidendo 39 ebrei. Il 17 luglio 1920 l'Armata Rossa riconquistò la città, ma fu costretta a ritirarsi in agosto dopo la sconfitta a Varsavia. Il 30 settembre 1920, le truppe polacche e russe combatterono a Lida e dintorni durante la battaglia del fiume Niemen, quando la 21ª Divisione fucilieri sovietica tentò di assaltare le posizioni polacche, ma fu respinta dalla 1ª divisione lituano-bielorussa. 

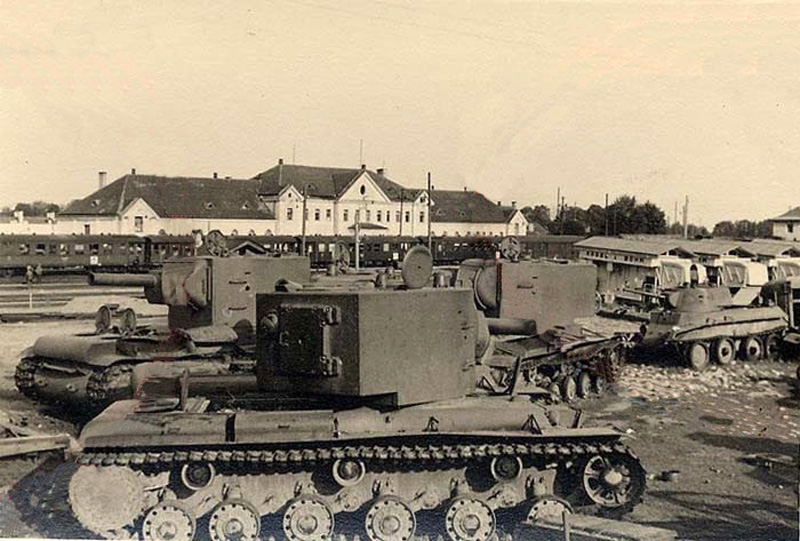
Carri armati sovietici davanti alla stazione di Lida durante la seconda guerra mondiale.

Con il trattato sovietico-lituano del 1920, Lida fu ceduta dai sovietici alla Lituania, ma il trattato non fu riconosciuto dalla Polonia. In base al trattato di Riga del 1921, la città fu assegnata alla Polonia e fu un centro powiat del voivodato di Nowogródek. Il periodo interbellico fu un breve periodo di crescita economica per la locale comunità ebraica. Si contavano all'epoca 12 sinagoghe attive. Nel 1931, la popolazione ebraica era cresciuta fino a 6.335 persone e, all'alba dell'Olocausto, i rifugiati aumentarono il numero fino a quasi 8.500 persone. 
Il 19 settembre 1939, dopo l'invasione sovietica della Polonia, Lida divenne parte della Repubblica Socialista Sovietica Bielorussa. Gli ebrei furono oppressi e tutti gli aspetti culturali della comunità vennero censurati. Nel gennaio 1940, Lida divenne il centro del raion omonimo, nella regione di Baranavičy. Il 27 giugno 1941, dopo un violento bombardamento aereo che aveva fatto circa 2000 morti, i tedeschi occuparono Lida. Nel dicembre successivo, i nazisti istituirono un ghetto alla periferia di Lida in cui furono ammassate numerose famiglie. Il 7 maggio 1942 il ghetto fu sigillato e il giorno successivo quasi 6.000 persone furono portate in un poligono militare, dove furono fucilate e sepolte in fosse comuni. L'8 luglio successivo, tutti i 120 pazienti dell'ospedale psichiatrico furono assassinati. Circa 1.500 ebrei istruiti rimasero nel ghetto, e la popolazione fu incrementata dai rifugiati in arrivo. Il 18 settembre 1943, la comunità ebraica di Lida fu radunata e portata a Majdanek, dove poi fu assassinata. Alcuni gruppi fuggirono segretamente dalla città e si nascosero nelle foreste fino alla liberazione della città da parte dell'Armata Rossa il 9 luglio 1944. Solo circa 200 ebrei di Lida sopravvissero all'Olocausto. Dal giugno 1941 al luglio 1944 le truppe tedesche uccisero quasi 25.149 persone.
Dopo la guerra, nel 1945, in conformità agli accordi di Potsdam, fu sottratta alla Polonia e annessa all'Unione Sovietica e poi inclusa nella regione di Grodno. Dalla guerra fredda al 1993, Lida è stata sede della 1ª Divisione di bombardieri dell'aviazione sovietica.

## Monumenti e luoghi d'interesse
- Castello di Lida, costruito per ordine del Granduca di Lituania Gediminas per proteggersi dagli assalti dei Cavalieri Teutonici. Le fondamenta in pietra furono gettate nel 1323. Parti della fortezza a forma trapezoidale furono aggiunte fino al XV secolo. A metà del XVII secolo, il principe Nikita Khovansky di Mosca inviò un esercito di 30.000 persone per distruggerla e, durante la Grande guerra del Nord, gli svedesi fecero esplodere le torri del castello, riducendone definitivamente lo scopo militare. Da allora è stato restaurato e i turisti vengono a vedere le sue mura color cremisi.
- Chiesa dell'Esaltazione della Croce, cattolica, esempio di architettura tardo-barocca locale.
- Chiesa piarista di San Giuseppe, fu costruita tra il 1794 e il 1825 nello stile del tardo classicismo. Presenta una pianta rotonda in pietra ed è sormontata una cupola. Nel 1842 fu distrutta da un incendio, ma fu presto ricostruita. Oggi è una chiesa ortodossa orientale.
- Chiesa di legno dell'Immacolata Concezione di Maria
- Birrificio Лидский(Lidskij) famosa per la tradizionale Kvas

## Infrastrutture e trasporti
La principale via d'accesso alla città è la M11, che attraversa da nord a sud il governatorato di Hrodna sino al confine lituano. A sud della città la M11 s'interseca con la M6, un'importante arteria autostradale che collega la capitale Minsk con le regioni nordoccidentali e Hrodna.